# Maruri-Jatabe
Maruri-Jatabe város Spanyolországban,  Bizkaia tartományban. Maruri-Jatabe Bakio, Mungia, Gatika és Lemoiz községekkel határos. Lakosainak száma 1073 fő (2024).

## Népesség
A település népessége az utóbbi években az alábbiak szerint változott:
| Lakosok száma | 645  | 772  | 847  | 898  | 961  | 945  | 967  | 991  | 1036 | 1073 |
|               | 2001 | 2004 | 2007 | 2009 | 2012 | 2014 | 2017 | 2019 | 2022 | 2024 |